# Bagrichthys hypselopterus
Bagrichthys hypselopterus är en fiskart som först beskrevs av Pieter Bleeker 1852.  Bagrichthys hypselopterus ingår i släktet Bagrichthys och familjen Bagridae. Inga underarter finns listade.